# Lasianthus capitatus
Lasianthus capitatus är en måreväxtart som beskrevs av Carl Ludwig von Blume. Lasianthus capitatus ingår i släktet Lasianthus och familjen måreväxter.

## Underarter
Arten delas in i följande underarter:
- L. c. capitatus
- L. c. pendulus
- L. c. vietnamensis